# 司马裔 (琅邪县公)
司马裔（508年—572年2月9日或2月17日），字遵胤，河内郡温县（今河南省焦作市温县）人，出自三祖司马氏琅琊房，北魏、西魏、北周官员。

## 生平
司马裔是司马懿弟弟太常司马馗的后代，曾祖父司马楚之遇到刘裕诛杀晋朝宗室，避难归附北魏，官至使持节、侍中、镇西大将军、开府仪同三司、朔州刺史，封琅邪王。
司马裔是遗腹子，有志向节操，州郡征召他任职，司马裔都没有接受。虚龄十五岁时，司马裔以司徒府参军事为起家官，后来以军功出任中坚将军、员外散骑常侍。永熙三年（534年），魏孝武帝西迁关中时，司马裔正在邺城，他秘密回到故乡，志在立功。
大统三年（537年），西魏收复弘农，司马裔于是在温城起兵，派遣使者向西魏表示联系归附。司马裔与东魏将军高永洛、王陵等人日夜交战，众寡不敌，随着起兵的部众死伤过半。西魏文帝亲征后，司马裔率领部众参加河桥之战，又另外进攻怀县，俘虏将领吴辅叔。从此之后司马裔经常和东魏交战，每次都能取胜并有俘获。大统六年（540年），司马裔出任河内郡太守。大统七年（541年），司马裔出任持节、平东将军、北徐州刺史。大统八年（542年），司马裔率领起兵的部众入朝，宇文泰嘉奖他，司马裔因此获得特殊的奖赏和犒劳。大统十年（544年），河内郡有四千多家前来归附西魏，都是司马裔的同乡和故旧，于是朝廷任命司马裔为前将军、太中大夫、兼领河内郡太守，命令他安集流民。大统十三年（547年），司马裔攻占东魏的平齐、柳泉、蓼坞三城，俘虏镇将李熙之，加都督。
大统十三年（547年），宇文泰下令在崤山以东起兵的各位将领能够率领部众进入函谷关的，全部加以重赏。司马裔率领一千户先到，宇文泰准备以此封赏司马裔。司马裔坚决推辞说：“立义之士，告别乡里，离开亲戚，远道前来归附皇上的德政和教化，都是诚心诚意的，哪里是我有能力率领他们。如今将他们封给我，就是出卖义士以求荣，违背了我的原本心意。”宇文泰认为很对而赞成，给司马裔加帅都督，封司马裔的夫人元氏为襄城郡公主。大统十六年（550年），西魏大军东征，司马懿请求担任前锋，于是进入建州，击败东魏将军刘雅兴，攻占五城。
西魏废帝元年（551年），朝廷征召司马裔，命令他率领部下镇守汉中，以司马裔出任白马城主，兼任华阳郡太守，加抚军将军、大都督、通直散骑常侍。魏废帝二年（553年），司马裔转而镇守宋熙郡，不久率领所部军队跟随尉迟迥征讨巴蜀，又与叱罗协在槐林击败反叛的赵雄杰，在梓潼平定邓朏。司马裔以军功获赐爵龙门县子，代理蒲州刺史，不久又兼任代理新城郡太守。魏恭帝元年（554年），司马裔出任使持节、车骑大将军、仪同三司、散骑常侍、河内郡中正。
周孝闵帝宇文觉登基，司马裔出任都督巴州诸军事、巴州刺史，晋升使持节、骠骑大将军、开府仪同三司，进爵为琅邪县伯，食邑五百户。武成二年（560年），司马裔接到敕令救援信州。保定二年（562年），司马裔入朝担任御伯中大夫，增加食邑总计一千五百户。保定四年（564年），司马裔转任御正中大夫，进爵为公。保定四年十月，宇文护率领北周大军东征，司马裔率领义军和少师杨檦防守轵关，当即出任都督怀州诸军事、怀州刺史、东道慰劳大使。保定五年（565年），司马裔转任始州刺史。
天和初年，信州蛮族酋长冉令贤等人反叛，连结二千多里。司马裔跟随上庸公陆腾前往讨伐。司马裔从开州道进军，先派遣使者宣示祸福。蛮族酋长冉三公等人的三十多个城前来投降归附。司马裔的军队前进到双城，蛮族酋长向宝胜等人率领其部落族人，据险固守。向天王等人是他的外援。司马裔夜以继日的进攻，腹背受敌。从春季到秋季，进行了五十多次战斗。向宝胜的粮食兵器都已经耗尽，无力再战而投降。此时周军还有笼东一城没有攻下，不久也攻占了。司马裔又俘虏贼帅冉西梨、向天王等人。周军出兵两年后，蛮族都屈服于司马裔，司马裔出任信州刺史、都督信州诸军事。天和五年（570年），司马裔改任潼州刺史。当时谯国公宇文俭出任益州总管，司马裔为宇文俭参谋军事。天和六年（571年），朝廷征召司马裔出任大将军、西宁州刺史。司马裔还没来得及上任，就于天和七年正月初十（572年2月9日）或正月十八日（572年2月17日）在京城去世，虚岁六十五，建德元年七月十三日（572年8月7日）葬于武功郡三畴原。
司马裔个性清廉俭朴，不从事产业，所得的俸禄都送给了亲戚，去世的时候家中没有多余的财产，所居住的房屋低矮简陋，灵堂都无处安置，周武帝诏令为他建立祠堂，赠予大将军，加怀邵汾晋四州刺史，谥号定，儿子司马侃继承爵位。

## 家庭

### 曾祖
- 司马楚之，北魏使持节、侍中、安南大将军、开府仪同三司，赠征西大将军、都督梁益秦宁荆兖青豫郢洛十州诸军事、扬州牧、司徒、琅邪贞王[2]

### 祖父
- 司马金龙，北魏镇西大将军、仪同三司、吏部尚书，赠司空、琅邪康王[2]

### 父亲
- 司马悦，北魏镇南将军、豫州刺史、渔阳庄侯[2]

### 兄弟姐妹
- 司马朏，北魏镇远将军、员外散骑常侍、渔阳县子
- 司马彦，北魏使持节、车骑大将军、仪同三司、利州刺史、平阳县开国子
- 司马显明，嫁北魏宣威将军、定州抚军府长史高雅
- 司马显姿，魏宣武帝第一贵嫔夫人

### 夫人
- 襄城公主，魏献文帝曾孙女，赵穆王元某的幼女，建德元年八月十二日（572年9月5日）合葬于武功三畴原[2]

### 子孙
- 子：司馬侃，琅邪惠公。
- 子：司馬雄，隋朝大都督、平原郡守。
  - 孫：司馬晟，唐朝徵士。
    - 曾孫：司馬寔（611年－686年），字仁最，襄州長史。
      - 玄孫：司馬承祐，潭州參軍。[20]
      - 玄孫：司馬承禕[21]
      - 玄孫：司馬承禎，道士。
      - 玄孫：司馬某
        - 五世孫：司馬綱，河東郡寶鼎縣主簿。[22]